# 泽芹
泽芹（学名：Sium suave），又名山藁本、细叶零余子，是伞形科泽芹属的植物。分布于北美、西伯利亚、亚洲以及中国大陆的东北、华东、华北等地，生长于海拔140米至1,100米的地区，一般生长在湿草甸子、沼泽、溪边及水边较潮湿处，目前尚未由人工引种栽培。